# Петрович, Надежда
Надежда Петрович (серб. Nadežda Petrović / Надежда Петровић; 1873—1915) — сербская художница.

## Биография
Родилась в 1873 году в Чачаке, в семье Димитрия и Милевы Петрович. Её отец преподавал искусство и литературу, увлекался коллекционированием произведений искусства. Позже он работал сборщиком налогов и писал о живописи. Её мать Милева была учительницей и родственницей известного сербского политика Светозара Милетича. Её младший брат Растко Петрович стал писателем. В 1884 году семья переехала в Белград, где Надежда окончила Высшее женское училище (1891) и стала ученицей художника Джордже Крстича. В 1898 году училась живописи у Антона Ажбе в Мюнхене, затем у Юлиуса Экстера (1901—1903). В 1900 году в Белграде состоялась её персональная выставка. В 1903—1910 годах Петрович работала в Сербии, приняла участие во множестве югославских выставок, имела вторую персональную выставку в Любляне (1910). В 1910—1912 годах участвовала в выставках югославских художников в Риме и Париже. В 1912 году открывает свою школу живописи в Белграде. В том же году Надежда становится сестрой милосердия и принимает участие в балканских, затем и в Первой мировой войнах. В 1915 году, находясь на фронте, заразилась тифом и умерла в Валево.

## Творчество
Творчество Петрович является очень значимым для сербской живописи. Она ввела в сербское искусство тенденции современного ей европейского. За 15 лет деятельности художница прошла от реализма к импрессионизму и фовизму. Петрович использовала яркий и динамичный цвет, во многих её произведениях преобладают ярко-красный и зелёный цвета, ей характерны сильные удары кисти и широкий мазок.
Петрович рисовала портреты и пейзажи, чаще всего из патриотических побуждений выбирая сербские пейзажи и натурщиков-сербов. Её творчество принято делить на четыре периода: первый — мюнхенский период (1898—1903), когда художница обучалась у Ажбе, затем у Экстер; второй — сербский период (1903—1910); третий — парижский период (1910—1912); четвёртый — военный период (1912—1915). Среди пейзажей Петрович есть и отдельные фрагменты, и панорамы. К первому типу относится «Высохшее дерево» (1902), ко второму «Вид в Реснике» (1904) и «Поле диких пионов» (1913). В панорамных пейзажах художница старалась развернуть пространство в ширину полотна.